# Gynacantha rolandmuelleri
Gynacantha rolandmuelleri là loài chuồn chuồn trong họ Aeshnidae. Loài này được Hämäläinen mô tả khoa học đầu tiên năm 1991.